# Liste der Monuments historiques in Surzur
Die Liste der Monuments historiques in Surzur führt die Monuments historiques in der französischen Gemeinde Surzur auf.

## Liste der Bauwerke
| Bezeichnung           | Beschreibung | Standort       | Kennzeichnung | Schutzstatus | Datum | Bild |
| --------------------- | ------------ | -------------- | ------------- | ------------ | ----- | ---- |
| Kapelle Sainte-Hélène |              | Brarun (Lage)  | PA00091749    | Inscrit      | 1973  |      |
| Herrenhaus            |              | Cohanno (Lage) | PA00091750    | Inscrit      | 1968  |      |

## Liste der Objekte
- Monuments historiques (Objekte) in Surzur in der Base Palissy des französischen Kultusministeriums